# Форт Мултри (США)
Форт Мултри  (англ. Fort Moultrie) — береговое укрепление на Острове Салливана, построенное для защиты входа в гавань города Чарлстона (Южная Каролина).

## История

### Война за независимость

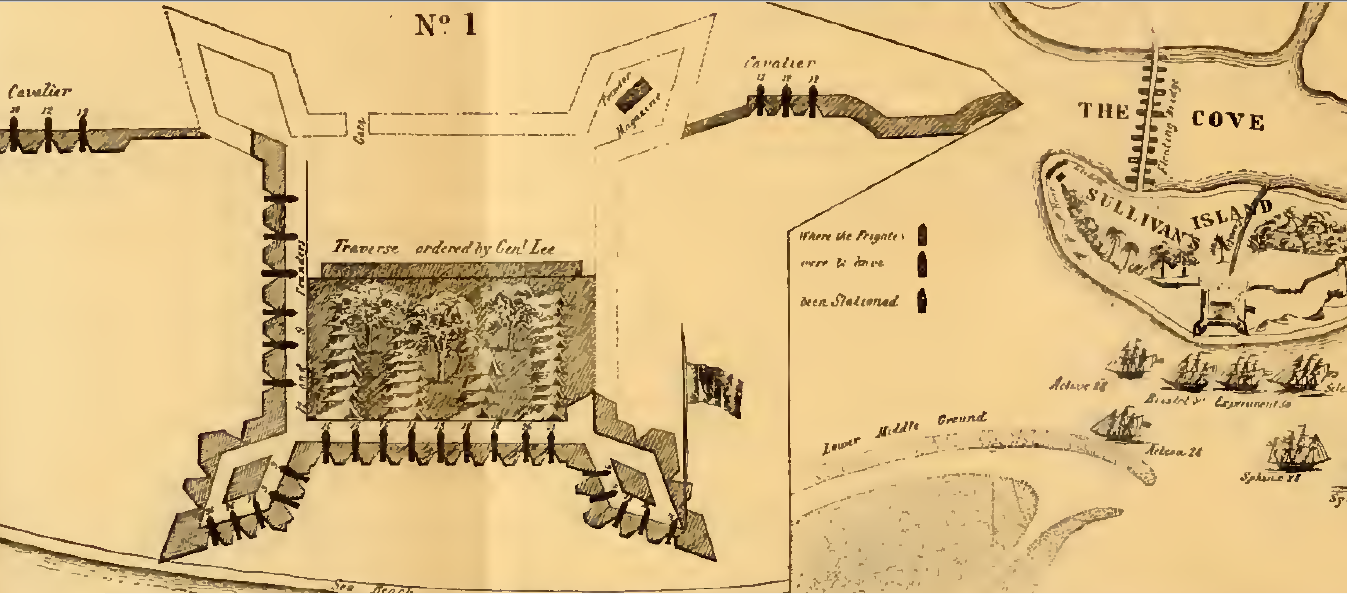
Схема форта Салливан по состоянию на 28 июня 1776 года.

Повстанцы Южной Каролины начали строить форт Салливан из пальмовых брёвен на южной оконечности острова Салливан в 1776 году для защиты входа в Чарлстонскую гавань. Строительными работами руководил военный инженер капитан Фердинанд де Брам. По проекту сооружение должно было иметь квадратную форму с бастионами по углам. Стены представляли собой два трёхметровых ряда горизонтально уложенных 6-метровых пальмовых бревен, пространство между которыми (4,9 м) засыпали песком. К началу боевых действий закончить удалось только юго-западный и юго-восточный фасы с бастионами, выходившие на залив. Стены в тыловой северной части были доведены лишь до высоты 2,1 м. Тыловые фасы были укреплены кавальерами. Над юго-восточным бастионом был поднят флаг с изображением полумесяца и надписью «Свобода» (англ. Liberty), который ещё в 1775 году разработал полковник Мултри. Фарватер, ведущий в гавань, держала под обстрелом 31 пушка калибром от 9 до 25 фунтов. Орудийные платформы были изготовлены из 2-дюймовых досок, скреплённых деревянными кольями. Пороховой погреб и незавершённые северные фасы были поспешно прикрыты с тыла траверсом из толстых досок.

Флаг, поднятый над фортом во время боя с английской эскадрой.

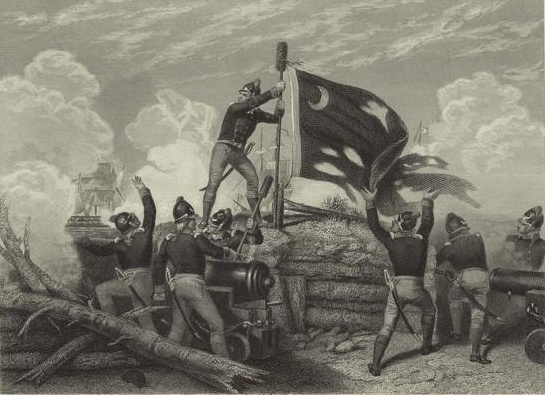
Сержант Джаспер поднимает сбитый англичанами флаг форта.

Гарнизон острова состоял из 413 нижних чинов 2-го Южнокаролинского пехотного полка и 22 нижних чинов 4-го Южнокаролинского артиллерийского полка под общим командованием полковника Уильяма Мултри. Командующий вооружёнными силами Южной Каролины генерал Чарльз Ли, увидев состояние форта, назвал его «скотобойней» и рекомендовал Мултри вывести отряд из укрепления. Однако президент Ратледж приказал Мултри «повиноваться Ли во всем, за исключением оставления форта Салливан».
28 июня 1776 года, в самом начале Войны за независимость, британская эскадра из 9 боевых кораблей под командованием адмирала сэра Питера Паркера обстреляла форт. Ядра не только не смогли разрушить стены, но и рикошетили от мягкой пальмовой древесины. Сбитый флаг был вновь поднят сержантом Уильямом Джаспером. К концу дня корабли Паркера, получившие серьезные повреждения, были вынуждены прекратить огонь и отойти. Это событие произвело большое впечатление на современников, и форт был переименован в форт Мултри. В ходе сражения Уильям Мултри использовал флаг, который сам создал и который был утверждён правительством колоний. Впоследствии он стал известен как «Флаг Мултри» (англ. Moultrie Flag) или «флаг Свободы» (англ. Liberty Flag) и стал символом американской революции на Юге.
1 апреля 1780 года британская армия во главе с главнокомандующим сэром Генри Клинтоном осадила Чарлстон. Рано утром 9 апреля эскадра командующего Североамериканской станцией британского вице-адмирала Мэриота Арбатнота из 12 вымпелов, воспользовавшись туманом и приливом, благополучно прошла мимо укреплений о-ва Салливан в гавань Чарльстона, несмотря на стрельбу пушек форта Мултри. Два британских корабля сумели дать бортовые залпы по форту. Британская эскадра потеряла один транспортный корабль (HMS Aeolus выскочил на мель и был сожжен) и 27 человек ранеными и убитыми. Командовавший утратившим стратегическое значение фортом полковник Чарльз Коутсуот Пинкни перешел в редут на мысе Хаддрелл-Пойнт, вооруженный тремя 18-фунтовыми пушками. 11 апреля Линкольн приказал перетащить 6 18-фунтовых пушек из форта в новый редут на мысе Ламприерс-Пойнт. 26 апреля гарнизон редута на мысе Хаддрелл-Пойнт при приближении британской пехоты без боя оставил укрепление и перешел в форт Мултри.
27 апреля бригада из 500 моряков и морских пехотинцев высадилась в Маунт-Плезант и обнаружила, что батарея, построенная повстанцами, покинута гарнизоном. От дезертиров британцы узнали, что большая часть 1-го Южнокаролинского полка под командованием полковника Пинкни была отозвана в Чарлстон, и форт защищают лишь 118 солдат и 100 ополченцев под командованием подполковника Уильяма Скотта (англ. William Scott). В ночь на 4 мая 150 моряков и морских пехотинцев под командованием капитана HMS Richmond Чарльза Хадсона под покровом темноты незамеченными миновали форт Мултри и высадились на северо-восточной оконечности острова Салливан, захватив находившийся там редут. Затем к ним прибыло подкрепление из 100 человек под командованием капитана HMS Virginia Джона Орде. Утром 6 мая капитан Хадсон отправил в форт парламентера с предложением сдаться, но получил насмешливый ответ подполковника Скотта, который заявил, что будет защищать форт до последней возможности. Хадсон вновь отправил в форт парламентера, потребовав немедленной сдачи и пообещав, что в противном случае форт будет взят штурмом, а весь гарнизон истреблен. На этот раз подполковник Скотт согласился капитулировать при условии, что гарнизону будет позволено покинуть укрепление с оружием в руках. Хадсон принял эти условия, и в 8 часов утра 7 мая защитники форта вышли из ворот с оружием, которое затем сложили на землю.
В Маунт-Плезант был наготове резерв из 200 человек, и группа разведчиков в составе 4 драгун под командованием майора Патрика Фергюсона уже выдвинулась к форту Мултри, однако со сдачей форта штурм был отменен. Большая часть американского гарнизона была эвакуирована еще раньше, однако британцы захватили 217 пленных, а также девять 24-фунтовок, семь 18-фунтовок, десять 12-фунтовок, девять 9-фунтовок, две 6-фунтовки, четыре 4-фунтовки, четыре 10-дюймовых мортиры и большое количество артиллерийских припасов.
Потеря форта имела для повстанцев, скорее политическое, чем военное значение, плохо отразившись на духе защитников Чарлстона. Для британцев, напротив, форт был важен, поскольку защищал эскадру, стоящую в гавани, от внезапного нападения французов или испанцев.
Британцы переименовали захваченный форт в форт Арбатнот (англ. Fort Arbuthnot). Однако в 1782 году после победы повстанцев британцы покинули форт.

### Межвоенный период

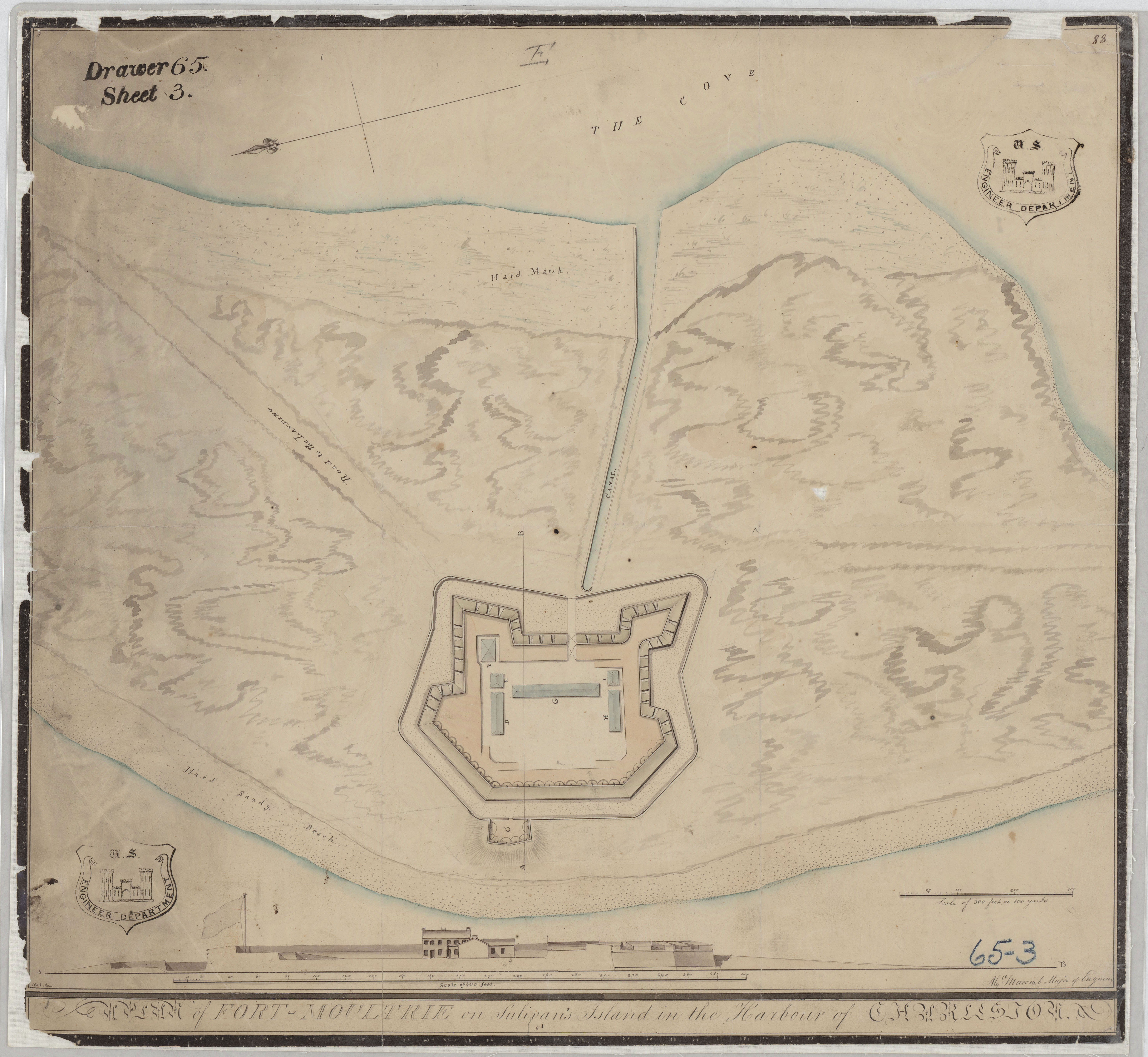
План форта в 1808 году

Покинутый британцами форт вновь получил имя Мултри, однако после войны его в боеготовом состоянии поддерживать не стали, и постепенно укрепления разрушились. В 1791 году, когда президент Вашингтон во время своего Южного турне посетил Чарльстон и пожелал осмотреть место боя на о-ве Салливан, ему удалось увидеть лишь жалкие руины.

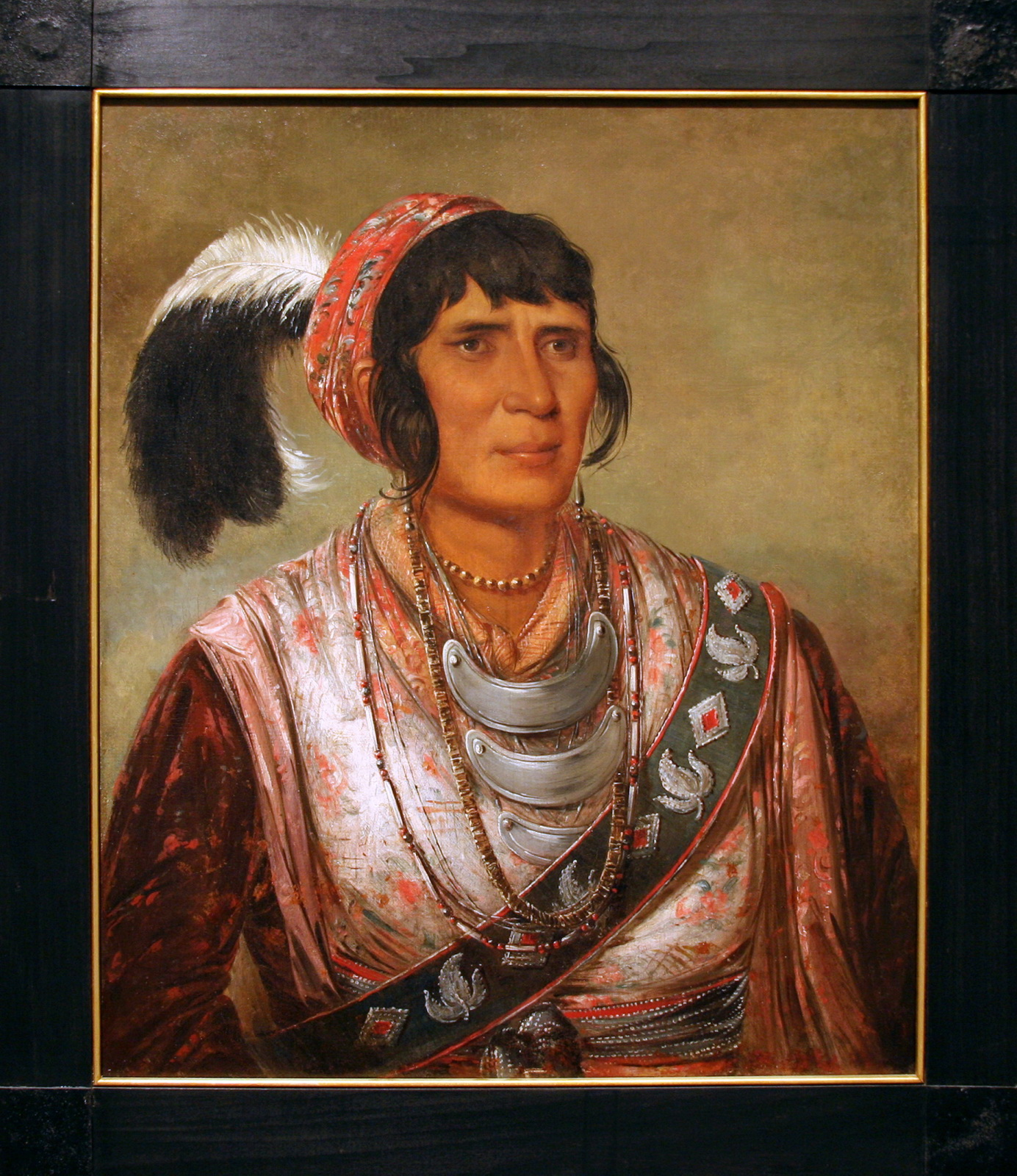
Портрет Оцеолы

В 1793 году, с возобновлением боевых действий между Великобританией и Францией, в США началось строительство береговых укреплений, получивших название «Первой системы» (англ. First System), строительство и обслуживание которых Конгресс поручил созданному в 1794 году Корпусу артиллеристов и инженеров (англ. Corps of Artillerists and Engineers). Всего было построено 20 фортов звездообразной формы, кирпичные или деревянные стены которых снаружи были прикрыты песчаным бруствером. Орудия на стенах размещались открыто. Для прикрытия фортов в непосредственной близости возводились береговые батареи.
В 1798 году на месте старого форта Мултри был построен новый пятиугольный дерево-земляной форт со стенами 5-метровой высоты, в 1802 году занятый ротой из состава Артиллерийского полка (англ. Regiment of Artillery) под командованием капитана Джонатана Робесона (англ. Jonathan Robeson).
В 1804 году форт серьезно пострадал от урагана и потребовал серьезных восстановительных работ. В 1809 году форт Мултри вместе с другими фортами «Первой системы» был обновлен и перестроен в рамках т. н «Второй системы» (англ. Second system). Строительными работами руководил военный инженер Александр Мэкам.
В 1811 году вооружение форта состояло из 40 орудий. Укрепление имело неправильную форму с тремя фасами, обращенными к морю, и двумя угловыми бастионами с тыльной стороны. Кирпичные стены были прикрыты земляными валами и траверсами.
На протяжении следующих 50 лет форт не претерпел существенных изменений, лишь его вооружение периодически обновляли. Однако он постепенно утрачивал стратегическое значение, поскольку главную роль в обороне гавани Чарлстона перешла к вновь построенному форту Самтер. Сооружения форта использовались как тюрьма для американских индейцев. В частности, в 1837 году там содержали пленных семинолов во главе с их вождем Оцеолой, который скончался в форту в 1838 году, а его тело было кремировано и захоронено за воротами укрепления.
С 1820 года форт также использовался для метеорологических наблюдений.

### Гражданская война
В июне 1858 года роты A и E 4-го артиллерийского полка США (под командованием полковника Джона Гарднера и капитана Эбнера Даблдея) на пароходе Gordon прибыли из форта Капрон в форт Мултри, где присоединились к роте H (командир капитан Труман Сеймур). Гарднер возглавил гарнизон укрепления. Однако в августе среди артиллеристов вспыхнула жёлтая лихорадка, в результате чего 28 человек умерли. С разрешения президента Гарднер вынес свой штаб за пределы форта, однако весь следующий год провел в Северной Каролине. Вместо него фортом командовал капитан Даблдей. Непосредственно перед отделением южных штатов Гарднер несколько раз обращался к Джону Флойду, военному министру в правительстве Джеймса Бьюкенена, с просьбой усилить гарнизон форта. Однако Флойд, тайно сочувствовавший южанам, прислал лишь 70 человек с целью проведения ремонтных работ. Многие из них симпатизировали южанам и в конечном счете лишь ослабили гарнизон форта Мултри, поскольку питались из скудных запасов провизии, находившихся в укреплении.
10 ноября 1860 года Генеральное собрание Южной Каролины призвало к отделению от Союза. 11 ноября генерал-адъютант Фицджон Портер был направлен в Чарльстон для оценки федеральных укреплений, защищавших гавань. Гарнизон форта Мултри он нашел в удовлетворительном состоянии. Однако форт был практически не защищен со стороны суши, а большая часть боеприпасов хранилась в цейхгаузе Чарлстона, и доставить их, не вызывая подозрений у местного населения, было невозможно. 15 марта майор Роберт Андерсон из 1-го артиллерийского полка США получил от генерал-лейтенанта Уинфилда Скотта приказ прибыть в форт Мултри и сменить полковника Гарднера на посту коменданта. Прибыв на место, Андерсон попытался вывезти боеприпасы из городского арсенала, однако губернатор Уильям Гист быстро усилил охрану, заперев внутри кладовщика Ф. Хамфриза и 14 федеральных солдат. Опасаясь провоцировать южан, федеральные власти отказывались усиливать гарнизоны Чарлстона, но в то же время требовали защищать укрепления до последней возможности.
В декабре с началом Конвенции сецессионистов пространство между фортами Мултри и Самтер начали патрулировать канонерские лодки южан Nina и Emma, задачей которых было не допустить переправы подкреплений между фортами. Тем не менее, 26 декабря Андерсону удалось отправить в форт Джонсон на о-ве Джеймса женщин и детей и некоторое количество провианта и боеприпасов, предназначенных для форта Самтер, в сопровождении лейтенанта Нормана Холла. Тем же вечером Андерсон собрал офицеров и известил их о своем намерении немедленно переправить гарнизон форта Мултри в форт Самтер. 7 солдат, 4 сержанта и врач во главе с лейтенантом Джефферсоном Дэвисом и капитаном Джоном Фостером должны были остаться в укреплении. 5 колумбиад были приготовлены к стрельбе, чтобы отогнать от лодок Андерсона возможных нападающих, все остальные орудия были заклепаны. Андерсон и его подчиненные, переодетые рабочими, погрузились в лодки и благополучно достигли цели. Оставшиеся в форте заклепали последние орудия и подожгли цейхгауз, после чего также отправились в форт Самтер. Наутро из города увидели дым, поднимающийся над фортом Мултри, решили, что там произошел пожар, и отправили на помощь пожарных. Обнаружив, что федеральный гарнизон покинул форт, Фрэнсис Пикенс объявил поступок Андерсона «актом войны».
В тот же день конфедераты под командованием полковника Петтигрю захватили форт Замок Пинкни на о-ве Шютс-Фолли посередине гавани, после чего канонерка Nina и колесный пароход General Clinch доставили освободившийся отряд к форту Мултри, над которым был поднят флаг Южной Каролины (полумесяц и пальма на синем фоне), снятый с парохода. В форте конфедераты застали лишь нескольких рабочих. Заклепанные Андерсоном пушки форта заменили другими.
9 января 1861 года орудия форта Мултри, которые обслуживали кадеты Южнокаролинского военного колледжа (единственные на тот момент обученные артиллеристы повстанцев), открыли огонь по невооруженному торговому кораблю Star of the West, на котором северяне пытались доставить припасы в форт Самтер.
Южане постепенно восстановили вооружение форта Мултри. К моменту начала активных действий там действовали 3 8-дюймовых колумбиады, 2 8-дюймовых гаубицы, 5 32-фунтовых и 4 24-фунтовых гладкоствольных пушек.
12 апреля 1861 года артиллерия конфедератов, в том числе орудия форта Мултри, начала обстрел форта Самтер. В результате ответного огня федералов флаг на форте Мултри трижды сбивало ядрами.
7 апреля 1863 года форт Мултри участвовал в перестрелке с федеральными башенными броненосцами, вошедшими в гавань Чарлстона.
8 сентября 1863 года форт Мултри участвовал в отражении попытки федералов высадить десант в форте Самтер.
В ночь на 18 февраля 1865 года конфедераты покинули укрепления Чарлстонской гавани. Утром 19 февраля USS Canonicus сделал несколько выстрелов по форту Мултри, но ответного огня не последовало.

### Между Гражданской и Второй мировой войнами
В 1870-х годах сооружения форта были усилены железобетонными бункерами, а на валах были установлены новые орудия: 15- и 10-дюймовые гладкоствольные пушки Родмана (М1861) и 8-дюймовые нарезные, переделанные из 10-дюймовых пушек Родмана.
В 1897 году началась модернизация укреплений форта в соответствии с т. н. «Программой Эндикотта». В частности, к 1906 году на о-ве Салливана были построены 8 новых батарей из железобетона, причем для строительства трех из них (Bingham на юго-восточном фасе, McCorkle и Lord на южном фасе) была срыта часть валов, насыпанных по предыдущему проекту. Новые батареи были вооружены в том числе орудиями на скрывающихся лафетах.
| Название      | Кол-во орудий | Тип орудий                 | Тип лафета                | Годы службы |
| ------------- | ------------- | -------------------------- | ------------------------- | ----------- |
| Capron-Butler | 16            | 12" мортиры M1886          | барбет M1891              | 1898–1942   |
| Jasper        | 4             | 10" орудия M1888           | скрывающийся лафет M1896  | 1898–1942   |
| Thompson      | 2             | 10" орудия M1900           | скрывающийся лафет M1901  | 1906–1945   |
| Gadsden       | 4             | 6" орудия M1903            | скрывающийся лафет M1903  | 1906–1917   |
| Logan         | 1             | 6" орудие Армстронга       | тумба                     | 1899–1904   |
| Logan         | 1             | 6" орудие M1897            | скрывающийся лафет M1898  | 1899–1944   |
| Bingham       | 2             | 4,72"x45 орудия Армстронга | тумба                     | 1899–1919   |
| McCorkle      | 3             | 3" орудия M1898            | маскирующий парапет M1898 | 1901–1920   |
| Lord          | 2             | 3" береговые орудия M1902  | тумба M1902               | 1905–1946   |

План форта в 1933 году

В 1899 году систему обороны Чарлстонской гавани дополнили двумя 12-дюймовыми орудиями, установленными на форте Самтер. В совокупности орудия двух фортов составляли Чарлстонский округ береговой артиллерии (англ. Charleston Coast Artillery District), который в 1913 году был переименован в Береговую оборону Чарлстона (англ. Coast Defenses of Charleston).

## Интересные факты
- В 1842—1846 годах в форте Мултри служил Уильям Текумсе Шерман[25][26].
- В форте Мултри служил Брэкстон Брэгг[26].
- В честь подполковника Томаса Вагнера (англ. Thomas M. Wagner) из 1-го Южнокаролинского артиллерийского полка, погибшего на форте Мултри, был назван форт, построенный в июне 1863 года на о-ве Морриса[27].
- Ежегодно 28 июня в Южной Каролине отмечается официальный «День Каролины» в ознаменование победы защитников форта Мултри над британской эскадрой[28].